# UHC Astros Rotkreuz
Der UHC Astros Rotkreuz ist ein Schweizer Unihockey-Verein in Rotkreuz im Kanton Zug.

## Verein
Der Verein hat zurzeit (2012) neun Teams. Diese sind in unterschiedliche Altersklassen eingeteilt. In den Teams der Männer können auch Mädchen spielen. Umgekehrt ist dies nicht möglich. Für jedes Team sind mindestens zwei Coaches vorgesehen. Der UHC Astros Rotkreuz ist neben den Zuger Highlands, Einhorn Hünenberg und  UHC Zugerland ebenfalls ein Partner von Zug United.

## Teams
| - Herren 3. Liga - Junioren B - Junioren C - Junioren D - Junioren E | - Juniorinnen B - Juniorinnen C | - Plauschteam - Kids |

## Erfolge
- 1989 stieg die erste Mannschaft in die NLA auf.
- 1990 qualifizierte sich das Fanionteam der Zuger Astros Rotkreuz für die Finalrunde und sicherte sich damit den Ligaerhalt.
- 1991 scheiterte man im Cup-Halbfinale an Torpedo Chur, erreichte in der NLA den 8. Rang und sicherte sich die höchste Spielklasse.
- 1992 spielten die beiden Nationalspieler René Villiger und Cristoph Buser für den Club.

## Training und Spiele
Trainiert wird zweimal in der Woche. Dabei stehen die Halle Waldegg und die Halle in Dorfmatt zur Verfügung. Die Spiele
finden meistens am Wochenende statt. Ausser es handelt sich um ein Freundschaftsspiel.
In den Sommerferien nimmt der Verein an den Prague Games teil, bei dem sich die Spieler gegen internationale Mannschaften messen können.